# Anomala maculipyga
Anomala maculipyga är en skalbaggsart som beskrevs av Eugène Benderitter 1930. 
Anomala maculipyga ingår i släktet Anomala och familjen Rutelidae. Inga underarter finns listade i Catalogue of Life.